# Volker Jacobshagen
Volker Jacobshagen  (* 10. Mai 1931 in Marburg; † 26. Juli 2014 in Köln) war ein deutscher Geologe. Ab 1969 war er Lehrstuhlinhaber an der Freien Universität Berlin.
Volker Jacobshagen war der Sohn von Erika Jacobshagen, geborene Schmidt, und des Anatomieprofessors Eduard Jacobshagen. Er studierte von 1951 bis 1957 in Marburg und Graz Geologie. 1957 wurde er bei Carl Walter Kockel in Marburg mit der Arbeit Geologie des Hornbachgebiets und der Allgäuer Hauptmulde südöstlich Oberstdorf zum Doktor der Philosophie promoviert. Danach war er Assistent von Kockel und habilitierte sich 1962 über Die Allgäuschichten (Jura-Fleckenmergel) zwischen Wetterstein und Rhein. Daraufhin begann er seine Lehrtätigkeit an der Universität Marburg. 1967 wurde er dort außerplanmäßiger Professor und 1969 Wissenschaftlicher Rat und Professor. 1969 wurde er ordentlicher Professor für allgemeine, historische und regionale Geologie an der FU Berlin (als Nachfolger von Max Richter). Von 1974 bis 1991 war er Mitglied des Akademischen Senats und 1981 bis 1991 Prodekan und Dekan des Fachbereichs Geowissenschaften. 1997 wurde er emeritiert.
Seine regionalen Forschungsschwerpunkte waren der Mittelmeerraum (Griechenland, Hoher Atlas in Marokko), die Anden (Bolivien) und Nordhessen (Außenstelle der FU Berlin in Eschwege). 
Im Jahr 1962 erhielt er den Hermann-Credner-Preis der Deutschen Geologischen Gesellschaft. 1973 bis 1975 war er Vorsitzender der Deutschen Geologischen Gesellschaft und 1984 wurde er deren Ehrenmitglied. 1997 wurde er Ehrendoktor der Universität Athen.
Volker Jacobshagen war ab 1957 mit Gisela Jacobshagen, geborene Muth, verheiratet und hatte vier Kinder (Mechthild, Gertrud, Albrecht und der 1965 in Marburg geborenen Musikwissenschaftler Arnold Jacobshagen).

## Schriften
- als Herausgeber und Autor: Geologie von Griechenland, Schweizerbart, 1987
- als Herausgeber: The Atlas System of Morocco. Study of its Geodynamic Evolution, Springer 1988